# Izland az 1952. évi nyári olimpiai játékokon
Izland a finnországi Helsinkiben megrendezett 1952. évi nyári olimpiai játékok egyik részt vevő nemzete volt. Az országot az olimpián 1 sportágban 9 sportoló képviselte, akik érmet nem szereztek.

## Atlétika
Férfi
| Versenyző                                                               | Versenyszám     | Előfutam | Előfutam | Előfutam | Negyeddöntő | Negyeddöntő | Negyeddöntő | Elődöntő | Elődöntő | Elődöntő | Döntő   | Döntő    |
| Versenyző                                                               | Versenyszám     | Idő      | Hely.    | Össz.    | Idő         | Hely.       | Össz.       | Idő      | Hely.    | Össz.    | Idő     | Helyezés |
| ----------------------------------------------------------------------- | --------------- | -------- | -------- | -------- | ----------- | ----------- | ----------- | -------- | -------- | -------- | ------- | -------- |
| Ásmundur Bjarnason                                                      | 100 m           | 11,40    | 5.       | 54.*     | kiesett     | kiesett     | kiesett     | kiesett  | kiesett  | kiesett  | kiesett | kiesett  |
| Ásmundur Bjarnason                                                      | 200 m           | 22,51    | 4.       | 39.      | kiesett     | kiesett     | kiesett     | kiesett  | kiesett  | kiesett  | kiesett | kiesett  |
| Hörður Haraldsson                                                       | 200 m           | 22,56    | 4.       | 44.      | kiesett     | kiesett     | kiesett     | kiesett  | kiesett  | kiesett  | kiesett | kiesett  |
| Hörður Haraldsson                                                       | 100 m           | 11,32    | 4.       | 48.**    | kiesett     | kiesett     | kiesett     | kiesett  | kiesett  | kiesett  | kiesett | kiesett  |
| Pétur Sigurðsson                                                        | 100 m           | 11,55    | 5.       | 64.      | kiesett     | kiesett     | kiesett     | kiesett  | kiesett  | kiesett  | kiesett | kiesett  |
| Guðmundur Lárusson                                                      | 400 m           | 49,81    | 4.       | 45.      | kiesett     | kiesett     | kiesett     | kiesett  | kiesett  | kiesett  | kiesett | kiesett  |
| Guðmundur Lárusson                                                      | 800 m           | 1:56,5   | 7.       | 40.      |             |             |             | kiesett  | kiesett  | kiesett  | kiesett | kiesett  |
| Kristján Jóhannsson                                                     | 5000 m          | 15:23,8  | 14.      | 41.      |             |             |             |          |          |          | kiesett | kiesett  |
| Kristján Jóhannsson                                                     | 10 000 m        |          |          |          |             |             |             |          |          |          | 32:00,0 | 26.      |
| Ingi Þorsteinsson                                                       | 110 m gát       | 15,76    | 4.       | 26.      |             |             |             | kiesett  | kiesett  | kiesett  | kiesett | kiesett  |
| Ingi Þorsteinsson                                                       | 400 m gát       | 56,5     | 5.       | 32.      | kiesett     | kiesett     | kiesett     | kiesett  | kiesett  | kiesett  | kiesett | kiesett  |
| Ingi Þorsteinsson Pétur Sigurðsson Hörður Haraldsson Ásmundur Bjarnason | 4 × 100 m váltó | kizárták | kizárták | kizárták |             |             |             | kiesett  | kiesett  | kiesett  | kiesett | kiesett  |

| Versenyző           | Versenyszám   | Selejtező | Selejtező | Döntő    | Döntő    |
| Versenyző           | Versenyszám   | Eredmény  | Helyezés  | Eredmény | Helyezés |
| ------------------- | ------------- | --------- | --------- | -------- | -------- |
| Torfi Bryngeirsson  | Rúdugrás      | 400 cm    | 16.*      | 395 cm   | 14.*     |
| Friðrik Guðmundsson | Diszkoszvetés | 45,00 m   | 22.       | kiesett  | kiesett  |
| Þorsteinn Löve      | Diszkoszvetés | 44,28 m   | 24.       | kiesett  | kiesett  |

* - egy másik versenyzővel azonos időt/eredményt ért el

* - két másik versenyzővel azonos időt ért el